# Campionati del mondo di ciclismo su strada 1964
I Campionati del mondo di ciclismo su strada 1964 si disputarono a Sallanches in Francia dal 3 al 6 settembre 1964. La cronometro a squadre si tenne ad Albertville.
Furono assegnati quattro titoli:
- Prova in linea Donne, gara di 66 km[1]
- Prova in linea Uomini Dilettanti, gara di 186 km
- Cronometro a squadre Uomini Dilettanti, gara di 100 km
- Prova in linea Uomini Professionisti, gara di 290 km

## Storia
L'edizione del 1964 fu la prima ad essere trasmessa in televisione. Il difficile circuito di Sallanches si adattava alle caratteristiche del campione di casa Jacques Anquetil, vincitore di Giro d'Italia e Tour de France di quell'anno, sfavorendo invece il velocista belga Rik Van Looy.
La gara di professionisti fu animata sin dall'inizio. Durante il penultimo giro partì l'azione decisiva, con l'attacco dell'olandese Jan Janssen e del francese Raymond Poulidor, "nemico" del favorito Anquetil (fuggirono dai cinque altri — tra loro lo stesso Anquetil e gli italiani Vittorio Adorni ed Italo Zilioli — tutti e sette avevano seminato il gruppo principale). Adorni, in vista del traguardo, si riportò sui due leader, ma non riuscì a vincere — fu Jansen a prevalere in volata, sui due concorrenti. Su sessantadue corridori partiti, quaranta conclusero la prova.
Un giovane Eddy Merckx vinse la prova in linea dilettanti, mentre la cronometro a squadre tornò ad essere vinta dalla Italia. Tra le donne arrivò la prima vittoria dell'Unione Sovietica con Emīlija Sonka.

## Medagliere
| Pos.   | Nazione          | Oro | Argento | Bronzo | Totale |
| ------ | ---------------- | --- | ------- | ------ | ------ |
| 1      | Belgio           | 1   | 1       | 2      | 4      |
| 2      | Italia           | 1   | 1       | 0      | 2      |
| 2      | Unione Sovietica | 1   | 1       | 0      | 2      |
| 4      | Paesi Bassi      | 1   | 0       | 0      | 1      |
| 5      | Spagna           | 0   | 1       | 0      | 1      |
| 6      | Francia          | 0   | 0       | 1      | 1      |
| 6      | Svezia           | 0   | 0       | 1      | 1      |
| Totale | Totale           | 4   | 4       | 4      | 12     |

## Sommario degli eventi
| Eventi                        | Oro                                        | Tempo                      | Argento                                                  | Tempo   | Bronzo                                                    | Tempo   |
| Uomini Professionisti         |                                            |                            |                                                          |         |                                                           |         |
| Gara in linea dettagli        | Jan Janssen Paesi Bassi                    | 7h35'52" Media 38,169 km/h | Vittorio Adorni Italia                                   | s.t.    | Raymond Poulidor Francia                                  | s.t.    |
| Uomini Dilettanti             |                                            |                            |                                                          |         |                                                           |         |
| Gara in linea dettagli        | Eddy Merckx Belgio                         | 4h39'10"                   | Willy Planckaert Belgio                                  | a 0'27" | Gösta Pettersson Svezia                                   | s.t.    |
| Cronometro a squadre dettagli | Italia Andreoli, Dalla Bona, Guerra, Manza | 2h07'20"                   | Spagna Such, Goyeneche, Sáez Marzo, Santamarina Antonana | a 3'47" | Belgio Heuvelmans, De Neve, Van De Rijse, Van Vlierberghe | a 3'51" |
| Donne                         |                                            |                            |                                                          |         |                                                           |         |
| Gara in linea dettagli        | Emīlija Sonka Unione Sovietica             | 1h44'37"                   | Galina Judina Unione Sovietica                           | s.t.    | Rosa Sels Belgio                                          | s.t.    |